# 史密斯角 (南設得蘭群島)

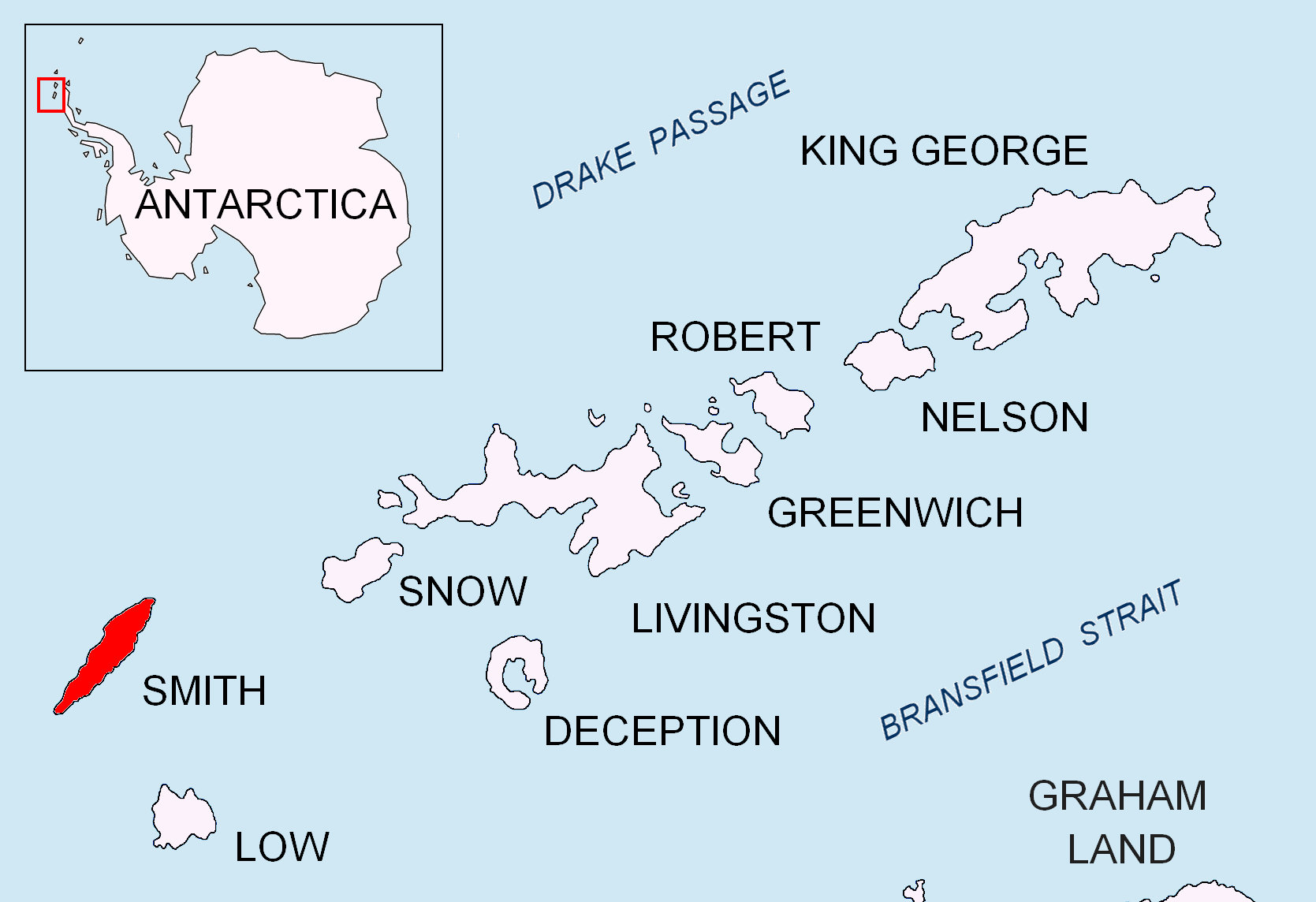

史密斯角（英語：Cape Smith）是南極洲的海岬，位於南設得蘭群島中史密斯島的北端，處於馬托奇納峰東北面3.31公里、格利高里角東北面12.85公里、德良角東北面4.16公里、巴洛島東南面2公里和雪島西南面40.5公里。

## 外部連結
- SCAR Composite Antarctic Gazetteer（页面存档备份，存于）.

62°52′25.5″S 62°18′00″W / 62.873750°S 62.30000°W